# Milan Uhde
Milan Uhde (ur. 28 lipca 1936 w Brnie) – czeski dramaturg, scenarzysta i polityk, opozycjonista w okresie komunistycznym, parlamentarzysta i minister, w latach 1993–1996 pierwszy przewodniczący Izby Poselskiej.

## Życiorys
Studiował filologię czeską i rosyjską na Uniwersytecie Jana Ewangelisty Purkyniego w Brnie. Od 1958 do 1970 pracował jako redaktor naczelny czasopisma kulturalnego „Host do domu”. W 1971 doktoryzował się w zakresie filozofii. W 1972 z przyczyn politycznych objęty zakazem publikowania. W 1977 był jednym z założycieli Karty 77, czeskiej inicjatywy podjętej celem obrony praw człowieka w Czechosłowacji. W latach 1988–1989 publikował w dzienniku „Lidové noviny”, w 1989 założył wydawnictwo Atlantis. W latach 90. został również nauczycielem akademickim, w tym na uczelni artystycznej JAMU w Brnie, gdzie się habilitował w 1992. Zajmował się pisaniem scenariuszy do programów telewizyjnych, teatralnych i radiowych, publikował recenzje kulturalnej i eseje literackie.
Po aksamitnej rewolucji od 1990 do 1992 był ministrem kultury w rządzie Petra Pitharta. W 1992 z ramienia Obywatelskiej Partii Demokratycznej został członkiem Czeskiej Rady Narodowej, obejmując przewodnictwo frakcji ODS. W 1992 został również przewodniczącym rady, przekształconej 1 stycznia 1993 w Izbę Poselską. Izbą tą kierował do 1996, mandat deputowanego sprawował również w następnej kadencji (1996–1998). W 1998 po rozłamie w ODS został jednym z liderów nowo powołanej Unii Wolności.
W późniejszych latach był m.in. wiceprzewodniczącym rady publicznego nadawcy radiowego Český rozhlas oraz przewodniczącym rady publicznego nadawcy telewizyjnego Česká televize.

## Odznaczenia
W 2000 został odznaczony Medalem Za Zasługi I stopnia, a w 2023 Orderem Tomáša Garrigue Masaryka I klasy.